# 王存敬 (萬曆進士)
王存敬（？—？），号明洲，河南汝寧府确山县人，軍籍，明朝政治人物。

## 生平
万历二十九年（1601年）辛丑科進士，任怀远知县，升云南道监察御史，有治绩。